# Tractat de Helgoland-Zanzíbar

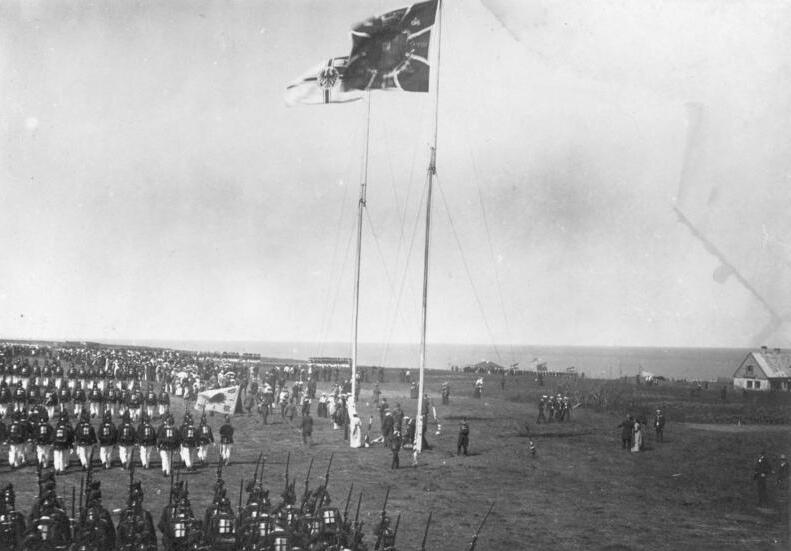
Cerimònia de traspàs (Heligoland 1890).

El Tractat de Heligoland-Zanzíbar (en alemany: Helgoland-Sansibar-Vertrag), signat l'1 de juliol de 1890, va ser un acord entre el Regne Unit i l'Imperi Alemany – raó per la qual també és conegut com a Acord anglo-alemany de 1890 - en relació als interessos territorials d'ambdues potències l'Àfrica austral.

## Principals punts del tractat
Alemanya va guanyar l'illa de Heligoland (Helgoland en alemany, originalment propietat del ducat de Holstein-Gottorp) al Mar del Nord, la franja de Caprivi (cacicatge del poble Fwe de Namíbia), i la propietat i control de la costa de Dar es Salaam, regió que conformava el cor de l'Àfrica Oriental Alemanya (territori que en passar a mans britàniques va ser rebatejat com a Territori de Tanganyika, en l'actualitat part de Tanzània).
Al seu torn, Alemanya va lliurar al Regne Unit el protectorat sobre del Sultanat de Witulandia (Deutsch-Witu), a la costa de Kenya, i altres punts de l'orient d'Àfrica (punts de vital importància per al Regne Unit, necessaris per a la construcció del ferrocarril al llac Victòria), i va prometre no interferir en les accions del Regne Unit en relació amb el Sultanat de Zanzíbar. El Regne Unit va declarar un protectorat sobre el sultanat de Zanzíbar i els seus territoris insulars (les illes de Zanzíbar i Pemba) i, el 1896, després de la guerra anglo-zanzibaresa va obtenir el control total de l'estat.
A més, el tractat també va fixar els límits de l'Àfrica Sud-occidental Alemanya (actual Namíbia) i es van establir les fronteres entre el Togo alemany i la costa d'or britànica (actual Ghana;) a més dels límits del Camerun alemany i la Nigèria britànica.